# 郑怀德
鄭懷德（越南语：／，1765年—1825年），又名安，字止山，號艮齋，越南阮朝官員、文學家、詩人，受封安全侯。

## 生平
鄭懷德是明鄉人，其祖先來自明帝國福建长乐，清軍入關之後因不願臣屬於清帝國而渡海來到越南，定居於鎮邊（今同奈省邊和市）。鄭懷德的父親名叫鄭慶，武主阮福濶年間，鄭慶通過捐納的手段獲得了「安場該收」這一官職。此後逐漸升遷為該隊。
鄭懷德年少時即非常好學。1775年，因為西山起義的爆發，鄭懷德隨母避難於嘉定（今胡志明市一帶），師從於處士武長纘學習，學問變得更加淵博。1788年舊阮君主阮福映重新佔領嘉定之後，鄭懷德與黎光定前去投奔，擔任翰林院制誥。次年知新平縣（今胡志明市新平郡）田畯事，勸課農桑。後來調任刑部詔擬。1793年，被任命為東宮侍講，隨東宮阮福景鎮守延慶。阮福景進兵富安府時，鄭懷德開始參與軍中機密事務。1794年，被任命為鎮定營記錄，隨後升為戶部右參知，並負責漕運和糧餉的押運。
1801年，阮福映率大軍奪取西山朝都城富春（今順化），但武性仍被西山軍陳光耀、武文勇部圍困在歸仁。鄭懷德隨黎文悅、宋曰福等人前往解圍。鄭懷德去廣南、廣義一帶租粟以供軍中的糧食。1802年，陳光耀、武文勇率軍逃走，鄭懷德隨阮文誠整理戶政。
阮朝建立之後，鄭懷德被任命為戶部尚書。同年，阮福映遣鄭懷德為正使，由兵部參知吳仁靜、刑部參知黃玉蘊擔任副使，將繳獲的西山朝印綬獻給清廷，同時將華南海盜首領東海王莫觀扶以及統兵梁文庚、樊文才三人移交清廷。鄭懷德一行自順安海口出發，抵達廣東的珠江三角洲，由兩廣總督吉慶護送到京師（今北京）。不久阮福映滅西山朝，遣兵部尚書黎光定到京師請封。翌年，兩使團皆到達京師。1804年，鄭懷德隨清帝國的冊封使齊布森回到順化，充當通譯使。
1805年，鄭懷德被任命為嘉定留鎮事，前往嘉定協助阮文張。1808年，嘉定鎮被改為嘉定城，阮文仁被任命為嘉定城總鎮，鄭懷德為協總鎮。1812年孝康皇太后逝世之際被召回順化，遷禮部尚書管欽天監事務。次年改授吏部尚書。1816年，再次被任命為嘉定協總鎮。
1820年嘉隆帝阮福映逝世，明命帝繼位。阮文仁被召回順化，以鄭懷德權領總鎮印務。次年鄭懷德被召回順化，仍領吏部事。同年充史館副總裁，又升授協辦大學士、領吏部尚書兼兵部尚書，隨明命帝北巡。
1822年，阮朝第一次舉行會試，鄭懷德擔任主考官，並在廷試之中任讀卷官，旋兼任禮部尚書。1823年，以年老為由請求辭官回到嘉定。明命帝派禮部官員范登興竭力挽留，鄭懷德聲稱妻子死去，要回嘉定安葬其妻屍體。遂辭去吏部、禮部尚書的職務，仍任協辦大學士回到嘉定。1824年回到順化，擔任玉譜總裁，負責編纂阮朝皇室的家譜。
1825年在順化逝世。明命帝厚賜財帛，遣皇子永祥郡王阮福綿宏前往弔喪，追贈少傅、勤政殿大學士官爵，諡文恪。鄭懷德的靈柩被送往嘉定安葬，嘉定總鎮黎文悅亦親自出城弔唁。
1852年，嗣德帝補祀鄭懷德於中興功臣廟。1858年，列祀賢良祠。
鄭懷德也是阮朝著名的文學家，他與吳仁靜、黎光定三人並稱為「嘉定三家」。鄭懷德的著作有《嘉定城通志》、《艮齋詩集》、《北使詩集》、《嘉定三家詩集》等。

## 家族
鄭懷德有二子，分別是鄭怀瑾、鄭怀官。其中鄭怀瑾是阮朝的駙馬，娶明命帝的女儿新和公主为妻。